# Vall de Morrano
La Vall de Morrano és una vall d'origen glacial, subsidiària de la Ribera de Sant Nicolau, tributària per l'esquerra del Riu de Sant Nicolau. Es troba dins el terme municipal de la Vall de Boí (Alta Ribagorça), i dins el Parc Nacional d'Aigüestortes i Estany de Sant Maurici.
«Possiblement el nom és l'equivalent ibero-aquità del romànic morro».

## Geografia
La vall es troba per sobre dels 1.850 metres i la seva superfície aproximada és de 5,1 km².
Té forma d'U allargada, amb la seva part oberta mirant al Planell d'Aigüestortes i el seu eix discorre direcció sud-est. En el seu punt més septentrional, limitant amb la Vall de Dellui, la carena remunta des del Planell de la Molina cap al sud-est, fins a assolir el Pic de la Pala de Morrano (2.639,1 m); seguint la mateixa direcció, descendeix a la Collada (2.490,3 m), on torna a remuntar fins a assolir el Pic de Dellui (2.802,2 m). Limitant amb la zona nord-occidental de la Vall Fosca, la carena pren rumb sud-sud-est fins a trobar el Pic de Mariolo (2.856,7 m) i segueix cap al sud. En trobar el circ de Cogomella, la carena gira cap al sud-oest, davallant cap a la Collada de Morrano (2.633,3 m), d'on remunta direcció oest al Pic de Morrano (2.813,5 m). En el seu tram final, limitant amb la Vall de les Mussoles, la carena continua rumb nord-est, passant per la Serra de les Mussoles (2.735,6 m) i davallant finalment al sud-oest del Planell d'Aigüestortes.

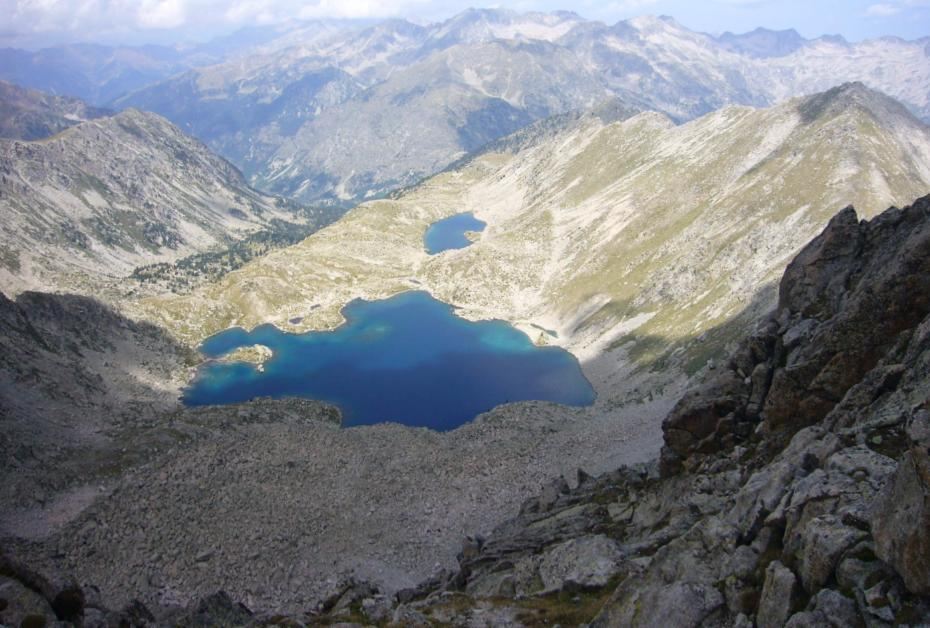
Vall de Morrano vista des del Pic de Mariolo: Estanys Major (primer pla) i Xic (al fons); Pic de Dellui (a la dreta).

La banda esquerra de la vall és més baixa. A peus de la Collada de Morrano neix el Barranc de Morrano, corrent cap al nord-oest travessa l'únic estany d'aquesta branca: l'Estany de la Ribera (2.354 m). El barranc continua en la mateixa direcció, creua Aigüestortes de Morrano, per desaiguar finalment al Riu de Sant Nicolau, a través de la Baürta d'Aigüestortes.
Al costat dret, a peus dels pics de Mariolo i Dellui, es troba el llac més gran de la vall: l'Estany Major (2.534 m), que desaigua cap nord-oest, cap l'Estany Xic (2.518 m). El segon llac també desaigua cap al nord-oest, però el rierol gira després cap al sud-oest per precipitar-se al Barranc de Morrano. Al nord-nord-est d'aquests llacs, a tocar de la Collada, es troba el tercer llac de la banda elevada de la vall: l'Estany de la Collada (2.453 m), que drena cap a l'oest, per precipitar-se també al barranc.

## Rutes[14]
Sortint del Planell d'Aigüestortes direcció sud-est, el camí travessa el Pletiu de Davall de Morrano i remunta el fort pendent fins a trobar el Pletiu de Damont de Morrano. En aquest punt el camí es bifurca: 
La variant sud, més sua, ressegueix el barranc que, direcció sud-est, travessa Aigüestortes de Morrano, voreja l'Estany de la Ribera i puja finalment a la Collada de Morrano; sent aquest últim tram molt pronunciat.
L'alternativa est s'enfila pel fort pendent de la Pala de Morrano fins a trobar l'Estany de la Collada. Des de l'estany es pot saltar, direcció oest, a través de la Collada, a la Vall de Dellui. En cas de continuar cap al sud-est, trobarem primer l'Estany Xic i després l'Estany Major. En cas de vorejar la riba oriental de l'estany gran, es pot pujar a la collada oest, que comunica amb la zona nord-occidental de la Vall Fosca i, seguint la carena cap al sud-sud-est, assolir el Pic Morto. Si prenem l'alternativa que voreja la ribera occidental, es pot saltar al circ de Cogomella creuant el coll sud-est.